# Bertinoro
Bertinoro est une commune de la province de Forlì-Cesena dans la région Émilie-Romagne en Italie.

## Géographie

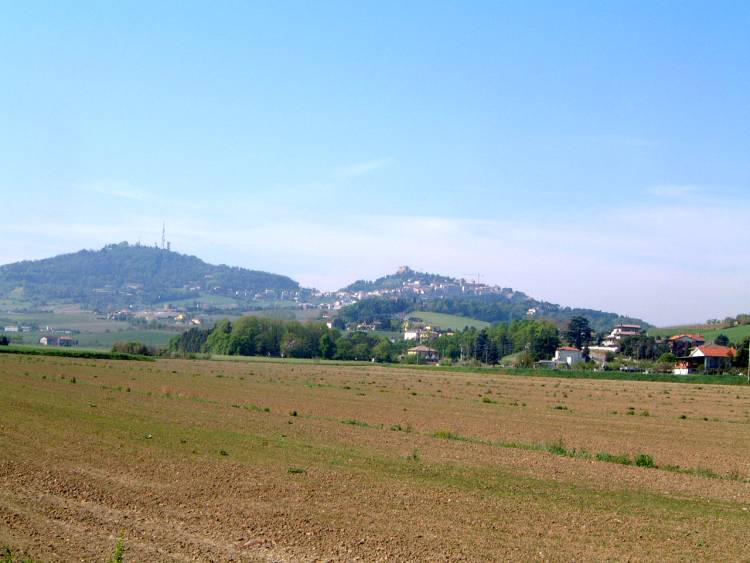
Le Monte Maggio et Bertinoro (à droite)

Situé sur les premières collines romagnoles à 257 mètres d'altitude, à 4 km de la Via Emilia et à 10 km de la sortie Césène-Nord de l'autoroute A14, entre Forlì et Césène, au sud de la Cité de Forlimpopoli, Bertinoro recouvre toute la cime du Monte Cesubeo.
La cité comprend aussi le Monte Maggio voisin, qui, avec ses 328 mètres, représente le point le plus élevé.

## Histoire et légendes
L’apparition de l’homme sur le territoire remonte à l’âge du fer. Un centre habité se forma au pied du dernier contrefort préapennin, entre les localités de Casticciano et Fratta, et prendra de l’ampleur avec la construction de la Via Emilia. Il apparaît que ce dernier centre habité devint municipalité romaine sous le nom de « Forum Truentinorum ». Ce qui est certain, c’est que sa destruction advînt entre les IVe et Ve siècles, à l’époque des invasions barbares, quand la population se déplaça en des lieux plus surs, sur le Monte Cesubeo (l’actuel Bertinoro), connu jusque vers l’an 1000 sous le nom de « Castrum Cesubeum ». Sa dénomination actuelle de « Castrum Britinori » remonte au règne de Ottone III.

L’origine du toponyme est lié à différentes légendes populaires, mais historiquement la plus crédible fait référence aux pèlerins bretons qui, avec les reliques des saints Maglorio, Pascasio et Sansone, de retour de Rome, s’arrêtèrent sur les flancs du Mont, donnant vie à une communauté dite des « Bretoni » (bretons) ; ce qui donna « Britonorum » puis « Bertinoro ». Les saints furent vénérés comme les protecteurs de la cité. Les reliques des pèlerins et des saints sont conservées dans l’église à l’entrée de la ville.

## Monuments et tourisme

### La colonne aux anneaux

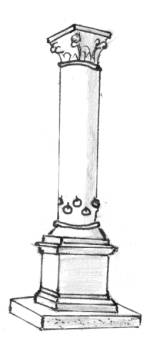
Colonne aux anneaux

Bertinoro est connue pour son hospitalité, et notamment sa « colonne aux anneaux » dite aussi « colonne de l'hospitalité », en pierre, datant des environs de 1300, érigée par les seigneurs locaux Guido del Duca et Arrigo Mainardi. Le but était de mettre fin aux disputes qui survenaient entre les familles nobles de la localité quand il était question de donner l'hospitalité à l'étranger qui arrivait dans la ville. La colonne fut équipée d'autant d'anneaux que de familles nobles ; l'étranger, arrivant dans le pays et attachant sa monture à un des anneaux, devenait automatiquement l'hôte de la famille à qui appartenait l'anneau.
Chaque année, cette tradition est rappelée le premier dimanche de septembre.

### Le Palais communal
Le Palais, qui pendant six siècles fut le témoin des polémiques politiques et administratives de Bertinoro, fut édifié en 1306 par Pino Ordelaffi, comme siège du pouvoir civil. L’édifice, qui s’élevait sur un seul étage pour une façade de 40 mètres reposant sur huit colonnes de style byzantin et romain, subit de nombreuses transformations jusqu’en 1934 (son aspect actuel). Un immense escalier mène directement à la salle centrale, appelée « salle du peuple » où se rassemblait la population pour exprimer ses désirs à l’occasion de grands évènements.
La seconde salle dite « salle noble » était réservée aux cérémonies, où sont conservés six tableaux d’un peintre local, représentant des scènes de la vie historique de Bertinoro.

### LaTorre Civica
La « Torre Civica », d’âge antérieur au Palais, était à l’origine plus élevée avec la fonction de phare pour les navigateurs et d’orientation pour les pèlerins ; elle  fut démantelée en 1599 et remplacée par un campanile de style baroque. En 1798, lui fut appliqué un balcon en fer et une niche pour la statue de la « Madone du lac », protectrice de la cité. La tour actuelle a été restructurée avec la façade du palais en 1934. L’horloge, du XVIIe siècle, fut plusieurs fois déplacée sur les façades de la tour. Les cloches qui indiquent l’heure portent la date de fusion de 1516.

### La Rocca
Il n’existe pas de documentation sur l’année exacte de sa construction, mais déjà en 995 la Rocca de Bertinoro rassembla les seigneurs des territoires voisins pour la rédaction d’une sentence pour le recouvrement des impôts. Siège des différents comtes et seigneurs de Bertinoro, en 1177, fut choisi comme résidence par l’empereur Frédéric Barberousse, qui y séjourna plusieurs mois avec sa suite. Au XVIe siècle, Bertinoro, devient siège de l’évêché et le restera jusqu’en 1970 quand le diocèse fut uni à celui de Forli.
Placée sur les hauteurs de Bertinoro, la Rocca, après une dernière restauration, retrouva son antique splendeur et depuis 1994 héberge le « Centre Résidentiel Universitaire de l’Alma Mater Studiorum » de Bologne. Le centre est intensément utilisé pour des formations, séminaires universitaires, réunions de travail et toutes initiatives culturelles tant publiques que privées.

### La Place
De la terrasse de la « Place de la Liberté » (Piazza della Liberta), balcon de la Romagne, la vue va des tours de Saint-Marin jusqu’aux deux tours de Bologne ; on scrute la mer Adriatique jusqu’à la côte Dalmate ; on devine les quadrillages de la centuriation romaine recouverts de vignes. Un peu plus loin, en descendant la via Mainardi, apparaît l’antique quartier médiéval où naquit l’ « Ovadyah Yare » (XVe siècle), considéré comme la gloire littéraire de l’Italie hébraïque.

### Le Monte Maggio
Col jumeau de Bertinoro, Le Monte Maggio le dépasse pour atteindre la cote de 328 mètres (d’où son nom Maggio = Maggiore = Maior = Majeur). C’est le motif qui poussa le comte de Bartinoro, Guido degli Honesti, à faire abattre le château qui le dominait. Sur les vieilles fondations, en 1519 la Confrérie de la Miséricorde obtient la concession pour ériger une église dédiée à l’ermite Macario. L’église fut complétée par les frères Franciscains en 1539, c’est depuis que le Monte Maggio est aussi appelé « Mont des Capucins ».

Sur la terrasse nord-est, les frères creusèrent un puits très profond qui a une certaine affinité avec celui de San Patrizio in Orvieto : un escalier en colimaçon qui, au lieu de s’enrouler le long du puits, se déroule sur un de ses côtés jusqu’au fond. Une inscription en latin rappelle que le puits fut construit en 1630, pendant que la peste sévissait en Italie.
En 1867, après la réquisition napoléonienne, les frères durent abandonner le couvent. Une restauration récente a transformé ce site en un lieu de Bar dancing restaurant ouvert de mai à septembre, mais visitable toute l’année pour son panorama exceptionnel sur la plaine. Le mont est repérable de loin de par les antennes de télécommunication qui ornent son sommet.

### Les thermes
La localité de Fratta Terme est un important centre thermal qui a des origines très anciennes : ce serait Antenore avec les autres compagnons d’Énée, rescapés de la guerre de Troie, qui aurait créé ce centre habité. 
En 1927 eut lieu l'intéressante découverte d’un puits revêtu de briques curvilignes dans la partie supérieure et galets fluviaux dans la partie inférieure. Il n’existe pas de documentation sur l’utilisation de la source Fratta au Moyen Âge. Mais ses eaux revinrent à la mode au début du XIXe siècle, à l’époque napoléonienne, après des recherches scientifiques effectuées et publiées dans l’almanach du Rubicon en 1812.
Actuellement, les sept sources riches en sels minéraux, surgissent sur treize hectares de parc où l’on trouve des « parcours vita », des bains de boue et d’eau thermale, qui en font un lieu de repos et de vacances.

### Autres monuments
- Monument à la mémoire de Ermete Novelli (1851-1919), acteur né à Bertinoro.
- Monument élevé à la gloire des vignerons.
- Monuments dédiés à Giuseppe Mazzini et Giuseppe Garibaldi, dans la partie basse de la ville.

## Économie

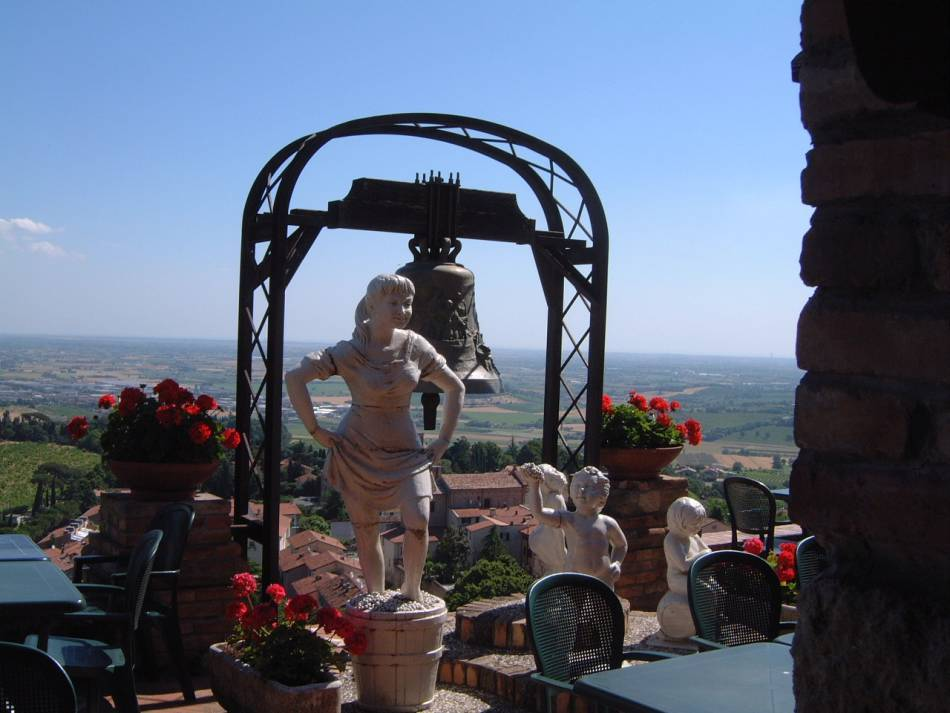
Représentation d'une jeune fille foulant le raisin

L'excellence de ses vignes lui confère une grande renommée et attire de nombreux visiteurs locaux et étrangers qui viennent déguster la « piadina romagnole » et boire un verre d'Albana.

## Culture
Centre résidentiel universitaire.

## Administration
| Période                                  | Période  | Identité         | Étiquette       | Qualité |
| ---------------------------------------- | -------- | ---------------- | --------------- | ------- |
| 31 mai 2006                              | En cours | Nevio Zaccarelli | Centro-Sinistra |         |
| Les données manquantes sont à compléter. |          |                  |                 |         |

### Hameaux
Santa Maria Nuova Spallicci, Santa Croce, San Pietro in Gardiano, Fratta Terme, Polenta, Collinello, Ospedaletto, Capocolle, Bracciano

### Communes limitrophes
Césène, Forlì, Forlimpopoli, Meldola, Ravenne

### Évolution démographique
Habitants recensés